# Десмалалды

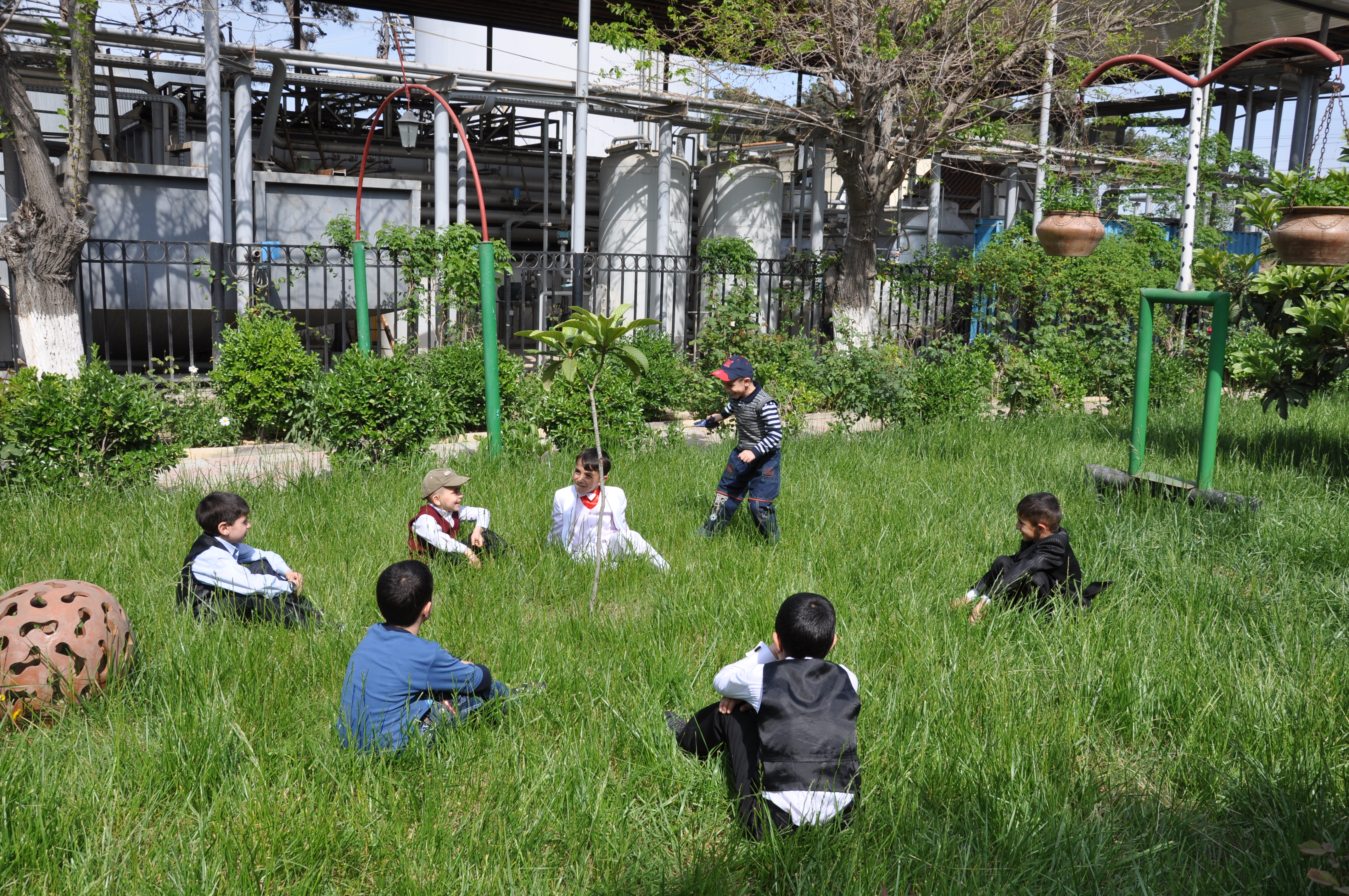
Дети играют в десмалалды

Десмалалды (азерб. dəsmalaldı — взятие платка) — азербайджанская народная детская игра.

## Правила игры
Дети рассаживаются по кругу. Один ребёнок бежит по кругу позади сидящих и кладёт свой платок за одним игроком. После этого ведущий спрашивает:
За кем находится платок?
Если игрок не знает, что за ним платок, то его толкают в центр и друг на друга. Если он упадёт на другого игрока, то его освобождают, а другой вступает в игру вместо него. Таким образом все дети вступают в игру. Тот, кто окажется наиболее крепким и не выйдет в центр круга, тот и победит.